# Potwory i krytycy
Potwory i krytycy, a ściślej Beowulf: Potwory i krytycy (ang. Beowulf: The Monsters and the Critics) – tytuł wykładu wygłoszonego przez J.R.R. Tolkiena 25 listopada 1936 roku.

## Geneza i przyjęcie
W latach 1933–1935 J.R.R. Tolkien rozpoczął pracę nad cyklem wykładów zatytułowanych Beowulf and the Critics, w których krytykował powszechnie podówczas panujący sposób analizowania poematu Beowulf, w szczególności zaś prace Archibalda Stronga i J.J. Jusseranda, w mniejszym zaś stopniu W.P. Kera i R.W. Chambersa. Tolkien wypunktował historię krytyki literackiej Beowulfa i swoje wobec niej zarzuty. Manuskrypt wykładów zachował się w dwóch wersjach i jest przechowywany w Bodleian Library, na Uniwersytecie Oksfordzkim. Wykłady zostały opublikowane w 2002, ale tzw. wersja A manuskryptu była podstawą wykładu z 1936 roku.
25 listopada 1936 roku Tolkien wygłosił wykład w British Academy, w serii Sir Israel Gollancz Memorial Lecture (wykładów pamiątkowych ku czci Israela Gollancza); tekst został następnie wydrukowany w Proceedings of the British Academy, vol. 22. Michael D.C. Drout określił wydrukowany esej mianem najważniejszego tekstu w historii badań nad Beowulfem; jego zdaniem, gdyby Tolkien nie napisał nic poza tym esejem, i tak przeszedłby do historii, ponieważ tekst ten otworzył nowy rozdział w dziejach badań Beowulfa. Esej należy do najczęściej cytowanych tekstów Tolkiena i powszechnie uznaje się, że był początkiem nowej ery w studiach nad Beowulfem, choć wiele z jego szczegółowych tez zostało podważonych.

## Omówienie
Tolkien, wspierając swój wywód retoryką i rozbudowanymi alegoriami, pokazał nowy sposób odczytania poematu. Uznał, że dotychczasowi krytycy starali się np. wykorzystać Beowulfa do badań historycznych, odrzucając np. elementy fantastyczne jako zbędne ozdobniki. Tolkien twierdził, że przeciwnie, są one integralną częścią poematu, który należy traktować przede wszystkim jako całościowe dzieło literackie, w przeciwnym razie straci się z oczu sens jego istnienia. Podobnie, fakt, że autor Beowulfa wykorzystał do jego konstrukcji wcześniejsze podania i wiersze, które można zidentyfikować jako elementy składowe, nie oznacza, że sam poemat nie stanowi nowej jakości, którą należy docenić. Czytanie poematu wyłącznie jako materiału badawczego dla innych nauk nie pozwala dostrzec jego podstawowego znaczenia, ponadto prowadzi do interpretacji, które często są ze sobą sprzeczne. Podstawowym błędem W.P. Kera i R.W. Chambersa, których poglądy J.R.R. Tolkien najostrzej krytykował w tej wersji wykładu, było właśnie niedostrzeganie wartości poematu, jako takiego.
Z technicznego punktu widzenia Tolkien nie przedstawił nowych odkryć na temat poematu ani nie wykazał, na jakiej podstawie oparł swoje twierdzenia o dacie powstania dzieła (700–750 n.e.). Większość specjalistycznych (głównie filologicznych) uwag umieszczonych jest w aneksie do głównego eseju. Niemniej ukazał Beowulfa jako wartościowe dzieło literackie, które dotyka najbardziej fundamentalnych zagadnień życia (śmiertelności człowieka i przemijalności wszelkich jego dzieł). Kanonem stał się też zaproponowany przez Tolkiena podział poematu na dwie części, ukazujące dwie fazy w życiu jego tytułowego bohatera.

## Polskie tłumaczenia
- J.R.R. Tolkien, Potwory i krytycy i inne eseje, pod red. Christophera Tolkiena, przeł. Tadeusz A. Olszański, Wydawnictwo Zysk i S-ka, 2000.
- J.R.R. Tolkien, Potwory i krytycy oraz inne eseje, przeł. z angielskiego Robert Stiller, Wydawnictwo vis-à-vis/Etiuda, Kraków 2010, s. 13-71.